# Имало едно време (сериал)
Имало едно време (на испански: Érase una vez) е мексикански сериал, продуциран от Blim и Телевиса за Canal 5 през 2017 г.
Поредицата се състои от 12 епизода, базирани от приказките с привкус на полицейски трилър. Всеки епизод е въз основа на класическа история, вдъхновена от упадъчния градски живот.

## Сюжет
„Имало едно време...“ това е най-често срещаният израз, с който започва всяка една класическа приказка. Това, което не е толкова често, е да се видят милите герои, срещани в приказките, изложени в реални и актуални ситуации, разказани с тъмен, полицейски тон.
В тази поредица обаче няма място за фантазията. Сега зрителят ще може да види това, което не се разказа в класическите истории, и да преоткрие, че времената, в които живеем днес, и мотивите от същите красиви истории, четени преди лягане, се превръщат в шокиращи, но си струва да бъдат разказани по един съвременен начин.

## Актьори
- Енрике Роча - Разказвач
- Пабло Лиле - Естебан (епизод „Снежанка“)[4]
- Рената Нотни - Бланка Вайе (епизод „Снежанка“)[4]
- Ана Чокчети - Лусия Карденя (епизод „Снежанка“)[4]
- Луис Ариета - Матео Толедо (епизод „Трите прасенца“)[4]
- Андрес Паласиос - Видал (епизод „Червената шапчица“)[4]
- Алехандро Белмонте - Галиндо (епизод „Трите мечета“)
- Алисия Хасис - Пилар (епизод „Червената шапчица“)
- Еванхелина Елисондо - Агата (епизод „Красавицата и Звяра“)
- Фабиола Гуахардо - Диана (епизод „Принцът и просякът“)
- Серхио Лосано - Карлос / Едуардо (епизод „Принцът и просякът“)
- Освалдо де Леон - Даниел Торес (епизод „Котаракът в чизми“)
- Исела Вега - Агеда (епизод „Хензел и Гретел“)
- Ана Лайевска - Синтия (епизод „Грозното патенце“)
- Валентина Акоста - Ноеми (епизод „Красавицата и Звяра“)
- Карлос Феро - Марко Тиерон (епизод „Красавицата и Звяра“)
- Мойсес Арисменди - Рикардо Толедо (епизод „Красавицата и Звяра“)
- Едуардо Виктория - Серхио Монтиел (епизод „Принцът и просякът“)

## Премиера
Телевизионната премиера на Имало едно време е на 2 октомври 2017 г. по Canal 5, в същия ден е премиерата и на онлайн платформата Blim. Последният 12. епизод е излъчен на 18 декември 2017 г.

## Награди и номинации
| Година | Церемония          | Категория        | Номинация     | Резултат  |
| ------ | ------------------ | ---------------- | ------------- | --------- |
| 2018   | Награди TVyNovelas | Най-добър сериал | Питипол Ибара | Номиниран |